# 3567 Альвема
3567 Альвема (1930 VD, 1930 XO, 1930 XQ, 1967 SB, 1972 VN1, 1972 XC2, 1972 YD1, 1978 EP4, 3567 Alvema) — астероїд головного поясу, відкритий 15 листопада 1930 року.
Тіссеранів параметр щодо Юпітера — 3,248.